# Gigabit
Gigabit là bội số của đơn vị bit cho thông tin kỹ thuật số hoặc lưu trữ máy tính. Tiền tố giga (ký hiệu G) được định nghĩa trong Hệ thống đơn vị quốc tế (SI) là một bội số của 10 9 (1 tỷ, tỉ lệ ngắn), và do đó
1 gigabit = 109bit = 1000000000bit.
Gigabit có ký hiệu đơn vị Gbit hoặc Gb.
Sử dụng kích thước byte phổ biến là 8 bit, 1 Gbit tương đương với 125 megabyte (MB) hoặc xấp xỉ 119 mebibytes (MiB).
Gigabit có liên quan chặt chẽ với gibibit, bội số đơn vị xuất phát từ tiền tố nhị phân gibi (ký hiệu Gi) có cùng độ lớn, bằng 230bit = 1073741824bit, hoặc lớn hơn gigabit khoảng 7%.